# Краснопёров, Сергей Леонидович

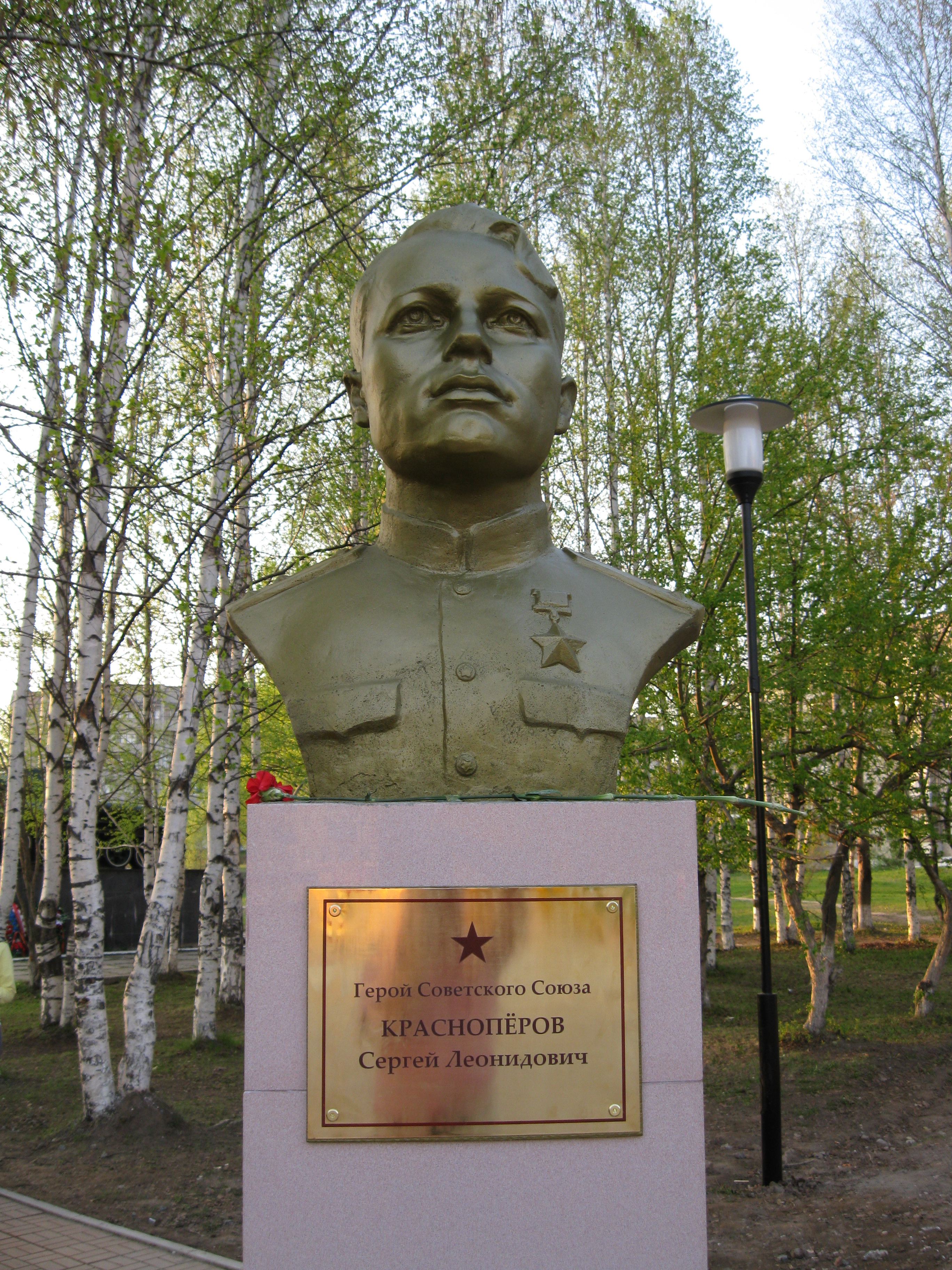
Бюст Сергея Леонидовича Краснопёрова на Аллее Славы в городе Чернушка.

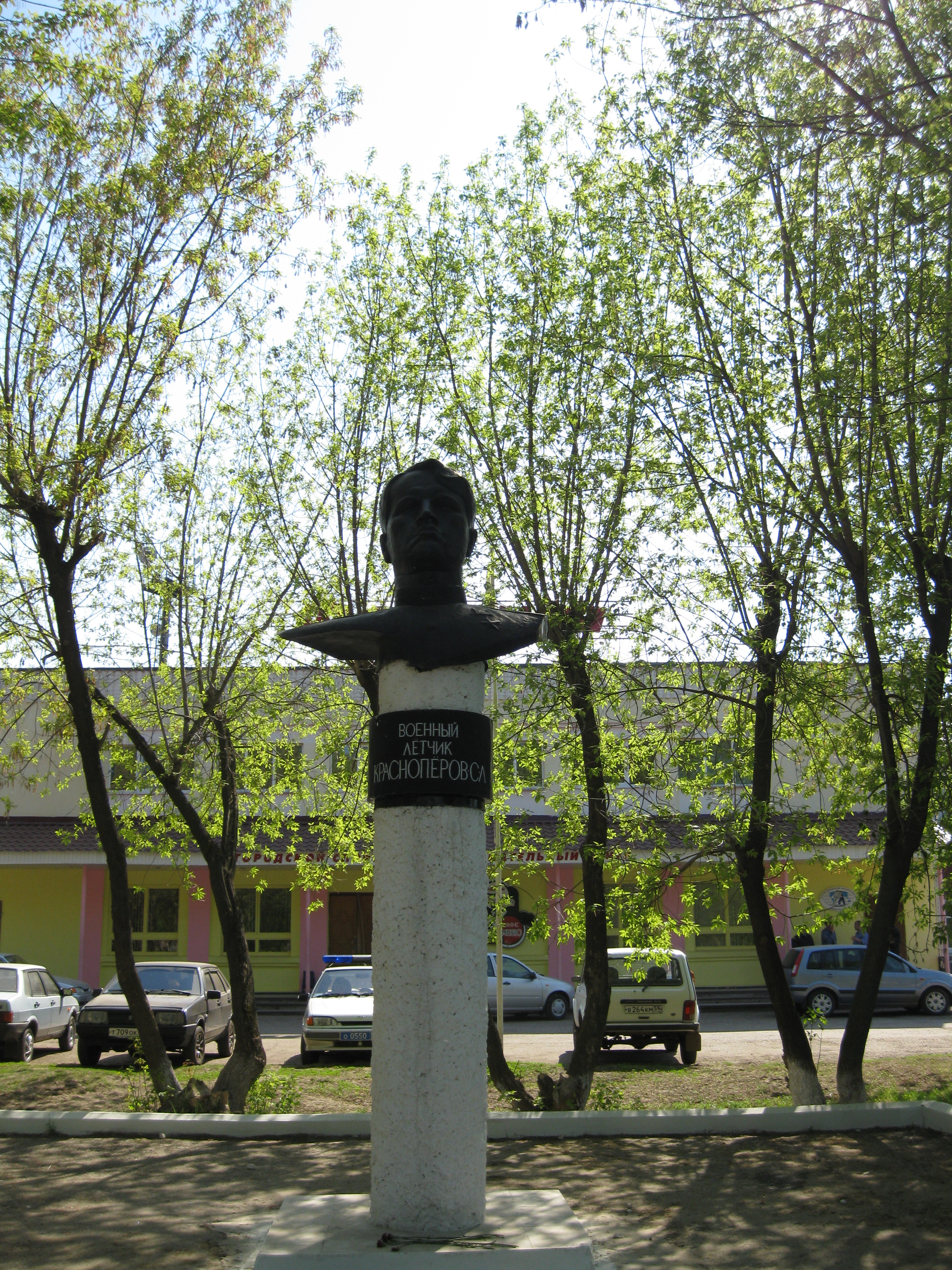
Памятник Сергею Леонидовичу Краснопёрову в городе Чернушка, открытый 10 июня 1984 года.

Сергей Леонидович Краснопёров (23 июля 1923 года — 24 июня 1944 года) — участник Великой Отечественной войны, командир звена 502-го штурмового авиационного полка (214-й штурмовой авиационной дивизии, 4-й воздушной армии, Северо-Кавказского фронта), старший лейтенант. Герой Советского Союза (1944).

## Биография
Родился 23 июля 1923 года в деревне Покровка ныне Чернушинского района Пермского края. В 1928 году его семья переселилась в деревню Михайловка Чернушинского района. Окончил неполную среднюю школу. В 1937 году поступил в Сарапульский кооперативный техникум. С 1939 года одновременно занимался в Сарапульском аэроклубе. В 1940 году после окончания техникума поступил в Балашовскую военную авиационную школу, которую окончил в ноябре 1942 года со специальностью лётчик-штурмовик.
На фронтах Великой Отечественной войны с ноября 1942 года в составе 765-го штурмового авиационного полка. С января 1943 года в составе 502-го штурмового авиационного полка.
Командир полка подполковник Смирнов писал о младшем лейтенанте Сергее Краснопёрове писал:

«Такие героические подвиги тов. Краснопёрова повторяются в каждом боевом вылете. Лётчики его звена стали мастерами штурмового дела. Звено сплочено и занимает ведущее место. Самые трудные и ответственные задания командование всегда поручает ему. Своими героическими подвигами он создал себе боевую славу, пользуется заслуженным боевым авторитетом среди личного состава полка».  
14 марта 1943 года совершал один за другим два вылета на штурмовку порта Темрюк. Ведя шестерку «илов», он поджёг у причала порта катер. Во время второго вылета вражеский снаряд угодил в мотор его самолёта. Лётчик выключил зажигание, перекрыл бензин и попытался довести самолёт до линии фронта. Однако, когда стало ясно, что спасти самолёт не удастся, остался только один выход: идти на посадку. А под крылом — сплошное болото. Едва горящий самолёт коснулся фюзеляжем болотных кочек, он успел выскочить из самолёта и чуть отбежать в сторону, прогрохотал взрыв… Через плавни, по просёлочным дорогам несколько дней добирался до своих.
23 марта 1943 года двумя вылетами уничтожил автоколонну в районе станции Крымской. Была уничтожена одна автомашина и создано два очага пожара.
4 апреля 1943 года штурмовал живую силу и огневые средства в районе высоты 204,3. В следующем вылете штурмовал артиллерию и огневые точки в районе станции Крымская. При этом уничтожил два танка, одно орудие и миномёт.
К августу 1943 года совершил 74 боевых вылета на штурмовку живой силы и боевой техники противника. Как одному из лучших, ему 20 раз доверялось водить на штурмовку группы «илов», и всегда он выполнял боевое задание. Им лично уничтожено 6 танков, 70 автомашин, 35 повозок с грузом, 10 орудий, 3 миномёта, 5 точек зенитной артиллерии, 7 пулемётов, 3 тягача, 5 дзотов, склад с боеприпасами, потоплены катер, самоходная баржа, уничтожены две переправы через Кубань.
В октябре 1943 года лейтенант был отправлен на учёбу в Высшую офицерскую школу ВВС, которую окончил в мае 1944 года.

Указом Президиума Верховного Совета СССР «О присвоении звания Героя Советского Союза офицерскому составу военно-воздушных сил Красной Армии» от 4 февраля 1944 года за «образцовое выполнение боевых заданий командования на фронте борьбы с немецкими захватчиками и проявленные при этом отвагу и геройство» удостоен звания Героя Советского Союза с вручением ордена Ленина и медали «Золотая Звезда» (№ 3250). 
После окончания Высшей офицерской школы ВВС получил назначение в 874-й штурмовой авиационный полк на 1-й Белорусский фронт.
24 июня 1944 года в ходе операции «Багратион» после успешно выполненного задания самолёт, пилотируемый экипажем в составе командира старшего лейтенанта С. Л. Краснопёрова и стрелка инженер-капитана Евгения Демидовича Бевзюка, был подбит, загорелся и упал в болото. Оба члена экипажа погибли.
Похоронен в братской могиле в центре деревни Чернин.

## Награды
- Медаль «Золотая Звезда» Героя Советского Союза (04.02.1944, № 3250).
- Орден Ленина (04.02.1944).
- Орден Красного Знамени.
- Орден Отечественной войны II степени.
- Орден Красной Звезды.

## Память
- Памятник С. Л. Краснопёрову открыт 10 июня 1984 года в городе Чернушка на ул. Ленина перед клубом «Фортуна». (Автор памятника — пермский скульптор А. А. Уральский).
- Бюст С. Л. Краснопёрова в числе 12 Героев Советского Союза и 2 полных кавалеров ордена Славы, жителей Чернушинского района, установлен на Аллее Славы, открытой 9 мая 2010 года в городе Чернушка.
- В городе Сарапул его именем названа улица.
- На здании, где размещался Сарапульский кооперативный техникум, установлена мемориальная доска.
- В городе Светлогорск Гомельской области Республики Беларусь его именем названа улица.
- Имя С. Краснопёрова присвоено средней школе № 10 г. Светлогорска Гомельской области[3][4], на здании школы открыта мемориальная доска в честь С. Краснопёрова, в школьном музее боевой славы одна из экспозиций посвящена жизни и доблестному подвигу Сергея Краснопёрова.